# Megalonyx
Il megalonice (gen. Megalonyx) conosciuto anche come bradipo gigante era un bradipo terricolo vissuto tra il Miocene superiore e il Pleistocene superiore (tra 10 milioni di anni fa e 10.000 anni fa) in Nordamerica.

## Un potente camminatore
Di forme pesanti, il megalonice era un animale gigantesco, decisamente diverso dai suoi parenti attuali. Uno scheletro in buono stato di conservazione è lungo tre metri e mezzo: il megalonice doveva pesare svariati quintali. La testa, massiccia, era dotata di tre paia di forti denti prismatici laterali. Un paio di denti anteriori erano posti nella posizione generalmente occupata dai canini. L'arto anteriore era lungo, con un avambraccio capace di ampi movimenti in su e in giù, e la mano era dotata di forti artigli; gli arti posteriori, invece, erano tozzi e accorciati, con grandi piedi plantigradi e muniti di artigli. Il corpo era lungo, e nel bacino era presente una grande cresta iliaca, a forma di catino; la coda era robusta, ma corta.
La dentatura del megalonice lo denota come un mangiatore di foglie, che procedeva lentamente attraverso le pianure; questo animale doveva essere abituato a pascolare in posizione semieretta, appoggiandosi sulla coda come se fosse un terzo piede. Anche se si suppone che questo animale fosse migrato negli Stati Uniti dal Sudamerica, in quest'ultimo continente non sono conosciuti suoi resti fossili.

## Il bradipo del Presidente
Nel 1796 il colonnello John Stuart inviò a Thomas Jefferson alcune ossa fossili (un frammento di femore, ulna, radio e alcune ossa della zampa posteriore tra cui tre grandi artigli) provenienti da una caverna nella contea di Greenbrier, in Virginia (attualmente Virginia Occidentale). L'anno dopo Jefferson (che all'epoca era vicepresidente degli Stati Uniti) presentò un articolo riguardante "alcune ossa" all'American Philosophical Society di Philadelphia. Jefferson teorizzò che le ossa erano i resti di un leone che chiamò "Megalonyx" ("artiglio gigante"). Jefferson credeva che questo leone fosse ancora esistente, e ciò era di particolare importanza poiché la validità della sua discussione sarebbe stata usata nel dibattito pro o contro l'evoluzione.
Jefferson credeva in una visione del mondo di "completezza della natura", che contrastava con le nuove teorie dell'evoluzione, dove nessuna specie si era estinta (o si estinguerà) in modo naturale. Quando Lewis e Clark intrapresero la loro ben nota spedizione (1804-1806), lo stesso Jefferson raccomandò ai due di cercare questo "Megalonyx", poiché era ancora sicuro della sua esistenza. Se la creatura fosse stata trovata, egli poteva usarla per sostenere la discussione contro il concetto di estinzione delle specie. Ovviamente tutto ciò non venne comprovato e la comunità scientifica dimostrò che queste teorie non erano corrette.
Jefferson, con il suo articolo del 1797, è considerato il capostipite della scienza della paleontologia dei vertebrati negli Stati Uniti. Nel 1799 Caspar Wistar identificò correttamente i reperti di Jefferson come appartenenti a un bradipo terricolo gigante. Nel 1822 lo stesso Wistar suggerì di denominare la specie Megalonyx jeffersoni in onore di Jefferson.

## Nella cultura di massa
La figura del Megalonyx diventa famosa dopo l'uscita dei film della 20th Century Fox e Blue Sky Studios L'era glaciale (2002), L'era glaciale 2 - Il disgelo (2006), L'era glaciale 3 - L'alba dei dinosauri (2009), L'era glaciale 4 - Continenti alla deriva (2012) e L'era glaciale 5 - In rotta di collisione (2016) in cui uno dei protagonisti Sid è appunto un Megalonyx.
Un dinosauro prende il nome del Megalonyx, Gigantosaurus megalonyx.